# Bernardo Calbó
Bernardo Calbó (o Calvó) fue un religioso cisterciense, obispo de Vic, venerado como santo por la Iglesia católica. 
Nació en Vila-Seca en 1180, en el Mas Calbó, en el camino de Vila-Seca a Salou. Estudió en Lérida e ingresó en el monasterio de Santes Creus, que pertenecía a la orden del Císter. Siendo obispo de Vich, acompañó a san Raimundo de Peñafort en la conquista de Valencia y recibió algunos castillos. 
Fue canónigo y vicario general de la Catedral de Tarragona. En 1223 fue nombrado obispo de Vic y después abad perpetuo del monasterio de Santes Creus. El papa Gregorio IX lo nombró inquisidor contra los valdenses de la frontera catalana con Francia en 1232. En 1236 tomó parte en las Cortes de Monzón y participó en los concilios de la Tarraconense de 1239 y 1243. 
Murió en Tarragona el 26 de octubre de 1243.
Beatificado por el papa Alejandro IV en 1260, fue canonizado el 26 de septiembre de 1710 por Clemente IX. En el siglo XVIII, se trasladaron sus restos mortales a una urna de plata labrada en una capilla de la catedral de Vic. Sin embargo, en el año 1936, en el contexto de la guerra civil española, el sepulcro fue profanado y solamente se salvaron algunas reliquias, parte de las cuales se conservan actualmente en el Prioral de San Pedro de Reus. La misma ciudad de Reus lo declaró Hijo Ilustre en el siglo XIX y se le dedicaron un altar en el Santuario de Misericordia y una calle en la misma ciudad.
Su fiesta es el 25 de octubre.